# World Jump Day
Le World Jump Day (jour du saut mondial) fut le premier événement flash mob mondial planifié pour le 20 juillet 2006 à 10 h 39 min 13 s ou 11 h 39 min 13 s UTC et était le fruit de l'imagination de Torsten Lauschmann.
À ce moment, le site recensait 600 millions de personnes de l'hémisphère occidental pour sauter simultanément. Il affirmait que cela déplacerait la Terre de son orbite actuelle, vers une nouvelle orbite qui ne causerait pas de réchauffement climatique.
Après vérification, il s'est avéré que le compteur de « sauteurs » évoluait de façon aléatoire (sens ordinaire ou à rebours).
Le site donnait 11 h 39 min 13 s GMT mais le compte à rebours permettait au départ de déduire que l'heure réelle de l'évènement était 10 h 39 min 13 s GMT, il semble qu'il y ait eu une confusion entre heure GMT ou TU (Temps Universel) 10:39:13 et l'heure légale du Royaume-Uni 11:39:13 qui subit l'heure d'été. L'heure française correspondante était 12:39:13.

## Analyse de la théorie

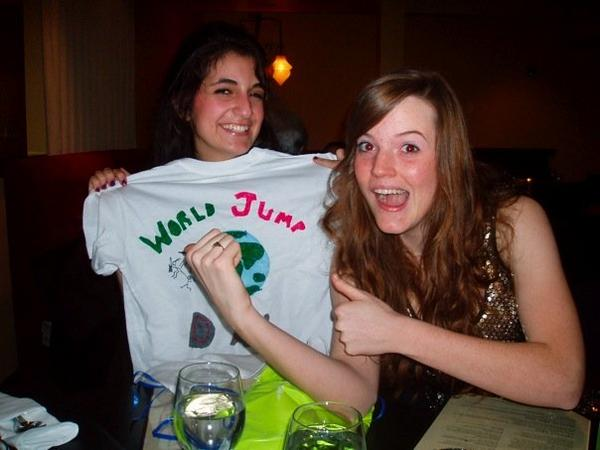

Cette affirmation est complètement imaginaire, cependant, comme il est impossible de changer de façon permanente l'orbite de la Terre en utilisant la masse de la propre planète - ce qui inclut la population mondiale - à moins qu'autant de masse soit éjectée de la Terre à grande vitesse. Voir les lois du mouvement de Newton.
En excluant certaines lois connues de la physique, la différence serait négligeable : la masse combinée de la population mondiale est trop petite pour causer un changement dans l'orbite de la planète ; et puisque l'orbite de la Terre est elliptique, il y a déjà de grandes variations dans sa distance par rapport au soleil (environ 5 000 000 de km) avec généralement aucun changement notable dans la température.